# Mount Pleasant (Wisconsin)
Mount Pleasant – wieś w Stanach Zjednoczonych, w stanie Wisconsin, w hrabstwie Racine.